# الخویر
الخویر یک منطقهٔ مسکونی در قطر است که در شهرداری الشمال واقع شده‌است.